# Badia di Santa Gonda
La badia di Santa Gonda si trova in località Catena, nel comune di San Miniato, in provincia di Pisa, diocesi di San Miniato.

## Storia e descrizione
Dedicata ai santi Bartolomeo e Gioconda, l'abbazia si trova citata nei documenti del XIII secolo come sede di una comunità di frati della congregazione dei Camaldolesi.
Dopo secoli di prosperità, fu soppressa da Leone X nel 1514 e divenne poi commenda dei cavalieri di Santo Stefano. In seguito venne acquistata dai Salviati di Firenze che avevano nei pressi la villa di Castellonchio, e nell'Ottocento l'insieme dei fabbricati e i poderi passarono all'ospedale di San Giovanni di Dio di Firenze, che ne ha avuto il possesso fino ai nostri giorni.
La chiesa odierna, che prospetta sulla strada statale, conserva tracce della sua fase primitiva, ma si presenta in forme che risalgono al secolo scorso.